# Benjamín Vicuña
Benjamín Vicuña Luco (Santiago de Xile, 29 de novembre de 1978) és un actor de cinema, teatre i televisió i empresari xilè, que ha desenvolupat la seva carrera tant en Xile com a l'Argentina i Espanya. Juntament amb l'actor Gonzalo Valenzuela, és fundador del Centro Cultural Mori a Santiago de Xile. Va ser seleccionat com elsetè millor actor xilè de tots els temps per la llista Chile elige, el 2006.

## Infància i estudis
És el menor dels quatre fills de Juan Pablo Vicuña Parot i Isabel Luco Morandé —els altres són: Carolina (psicòloga), María José (pintora) i Juan Pablo (arquitecte)—. Els seus pares es van separar quan ell tenia 4 anys i la seva mare es va tornar a casar amb l'empresari Oussama Abu-Ghazaleh (Fresh Del Monte Produce).
En acabar el col·legi, va ingressar a la carrera de teatre en la Universitat de Xile. Aquí va descobrir als seus companys, amb els quals més tard formaria "El Hijo", una companyia de teatre que ha muntat obres com El lugar común, Sala de urgencias, Ifigenia, Cuec@ i La mujer gallina. En aquesta etapa de la seva vida, també va experimentar el "teatre de carrer", encoratjat pels mestres del teatre xilè: Fernando González, Alfredo Castro, Rodrigo Pérez i Ramón Griffero.

## Carrera actoral

### Inicis i ascens en televisió
Justo en acabar els seus estudis universitaris, Vicunya va participar en la pel·lícula LSD (Lucha Social Digital), dirigida pel també actor Boris Quercia, on va encarnar al personatge de "Efraín". Als 21 anys, va treballar per primera vegada en televisió, en la minisèrie Vivir al día, transmesa per Red Televisión, que tocava temes sensibles per a la societat, com l'homosexualitat i les drogues, entre altres tòpics característics de la joventut xilena de la dècada de 1990.

Després va actuar en la telenovel·la Piel canela (2001) de Canal 13. El seu personatge, Gabriel Vallejos, era nuvi de Marcela, paper interpretat per l'actriu Paz Bascuñán, amb qui començaria una relació sentimental posteriorment. Encara que la telenovel·la va ser un fracàs en termes de audiència, va servir perquè Vicunya ascendís en el món de la televisió, emigrant a l'àrea dramàtica de Televisión Nacional de Chile (TVN), les produccions de la qual eren, en aquesta època, de molt alta qualitat i audiència. El seu primer treball en TVN va ser "Rafael Callasis", un dels personatges protagonistes de la telenovel·la Purasangre (2002).

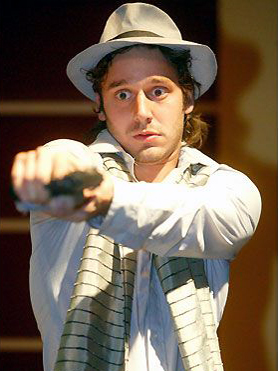
Benjamín Vicuña actuant en una obra de teatre el 2004.

En 2003, i en un to còmic, va interpretar a Herodes Barriga, "El Piruja", un delinqüent que es fa passar per un sacerdot anomenat Benigno a la telenovel·la Pecadores. Durant 2004, Franco Schiafino, el gigoló al qual interpretava, va donar molt a parlar en mostrar a Vicuña i a l'actriu d'extensa trajectòria, Gloria Münchmeyer, en escenes de petons i sexe implícit a Destinos cruzados. Aquest mateix any, va formar part de l'elenc de Splendid's, obra teatral que ho va reunir al costat de Diego Muñoz, Gonzalo Valenzuela, Álvaro Espinoza i Nicolás Saavedra.
En 2005, va tornar a Canal 13, per a participar en la sèrie Los simuladores, personificant a Gabriel Medina. A més, va inaugurar la primera sala de teatre del seu Centro Cultural Mori, amb l'obra Cocinando con Elvis. A mitjan 2006 va iniciar la seva participació en la sèrie H y T, Huaiquimán y Tolosa, de la qual van gravar dues temporades amb molt d'èxit. Paral·lelament, en 2007 va tornar a les taules protagonitzant El amante, del Premi Nobel Harold Pinter. Això coincideix amb l'obertura de la segona sala del seu centre cultural.

### Internacionalització de la seva carrera
Al febrer de 2008 va acceptar el rol de l'antagonista en la novel·la argentina Don Juan y su bella dama, emesa per Telefe, on va actuar al costat de Joaquín Furriel, Romina Gaetani i Isabel Macedo. En aquest país també va participar del programa La liga com a convidat. Al setembre del mateix any va viatjar a la Illa Dawson per  interpretar al polític xilè Sergio Bitar en un dels papers més importants de la seva carrera en la pel·lícula Dawson. Isla 10. Al desembre va estrenar, juntament amb Marcial Tagle, la pel·lícula Muñeca, cuestión de sexo.

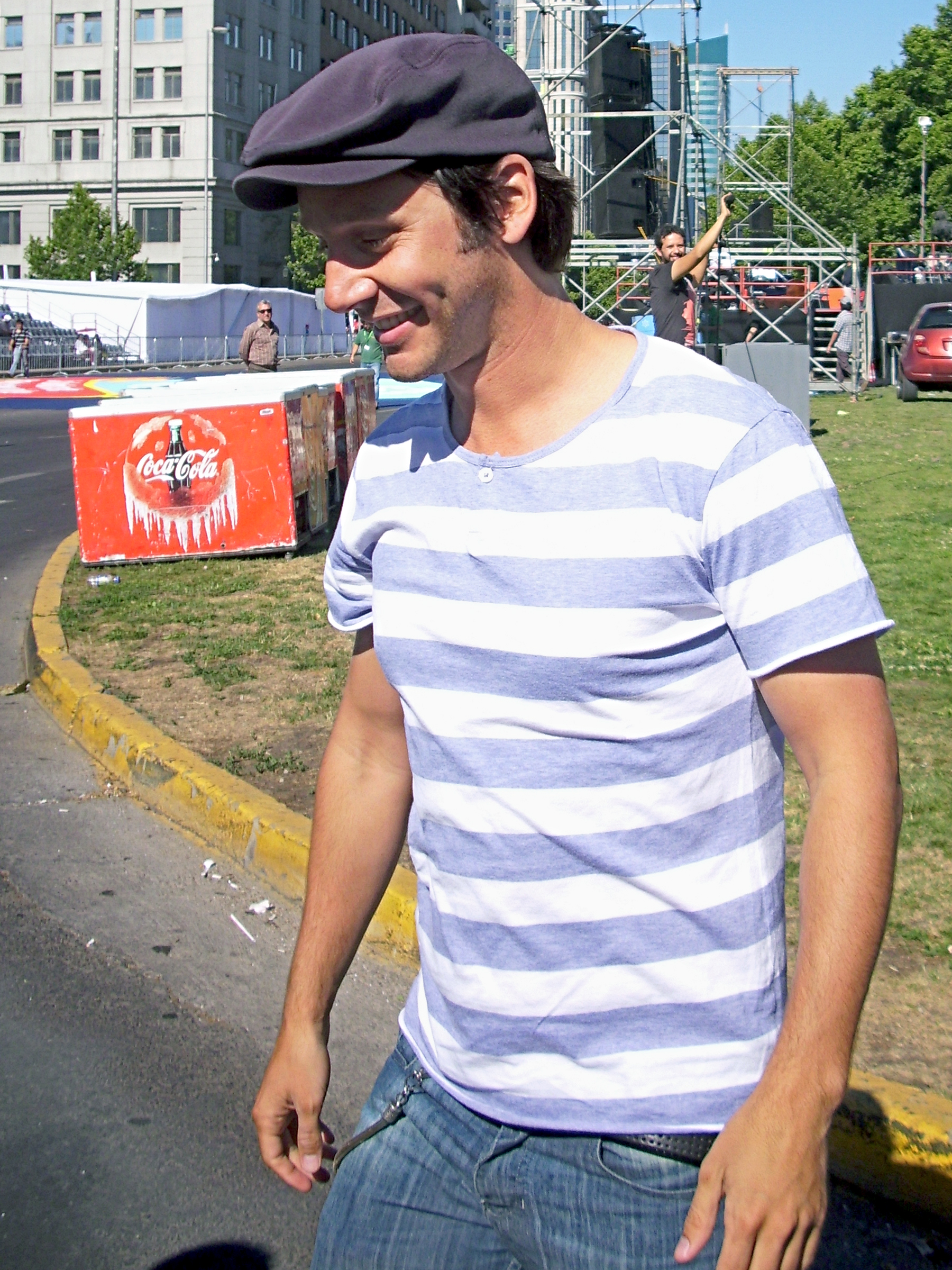
Benjamín Vicuña, a París Parade Navidad, 2010.

Al març de 2009 va tornar a Xile i, a més de participar en el rodatge de les pel·lícules Grado 3 (Roberto Artiagoitía) i Drama (Matías Lira), torna a la seva passió, el teatre. Paral·lelament, va inaugurar la tercera sala del seu centre cultural amb l'estrena de La Gran Noche, de Marcelo Simonetti, la reeixida temporada de la qual va culminar amb una extensa gira per Xile. Al setembre de 2009 Vicunya va ser fitxat per a la sèrie espanyola de Antena 3, Los hombres de Paco, produïda per Globomedia. La temporada la sèrie surt a l'aire al febrer de 2010, i malgrat la seva baixa d'audiència pel canvi de trama i personatges importants, "Decker", el personatge que caracteritzava Benjamín Vicuña, va marcar la diferència. Aquesta nova participació a Espanya, juntament amb la seva actuació en 2008 en la pel·lícula Fuera de carta, van portar al fet que Vicunya signés un contracte amb  Kuranda, a la qual pertanyen celebritats com Penélope Cruz i Gwyneth Paltrow, perquè el representin amb la intenció d'explotar la seva carrera al cinema i la televisió d'Europa.
Des de mitjan 2010, Benjamín va protagonitzar la sèrie xilena de HBO, Prófugos emesa entre 2011 i 2013.
El 2011 torna a l'Argentina participant a la telenovel·la Herederos de una venganza, protagonitzada per Luciano Castro i Romina Gaetani. En teatre va protagonitzar La celebración al costat de Gonzalo Valenzuela i Juana Viale.
En 2012 va coprotagonitzar l'unitari argentí de Telefe, La Dueña, estel·laritzat per Mirta Legrand. El 2013 va protagonitzar amb Julio Chávez, Facundo Arana i Griselda Siciliani la sèrie de Pol-Ka Farsantes. Per la qual va ser nominat als premis Tato i Martín Fierro. En teatre protagonitza l'obra Los elegidos, al costat de Jorge Marrale.
El 2014 va protagonitzar la sèrie Sitiados, una superproducció per Llatinoamèrica, amb la col·laboració de TVN i MovieCity Fox. Va estar ambientada al sud de Xile, entre 1598 i 1601. També va filmar una pel·lícula amb el director xilè Matías Bize, La memoria del agua al costat de l'espanyola Elena Anaya. Va ser una producció xilena, argentina, alemanya i espanyola.
En 2015 protagonitza al costat de Natalia Oreiro i Joaquín Furriel la sèrie argentina Entre caníbales, per la cadena Telefe i Fox Life a nivell internacional, i sota direcció de Juan José Campanella.
En 2018 va començar a circular per la premsa argentina i xilena el rumor de la seva eventual participació en la segona temporada de la reeixida sèrie a nivell mundial La casa de papel, cosa que al final no es va produir. Al juny d'aquest mateix any fitxa per la quarta temporada de Vis a vis en la qual donarà vida a Ferro, un funcionari molt sever.
En 2021 debuta en el canal xilè Mega esteralizando al costat de Paz Bascuñán la telenovel·la nocturna Demente.
El 2022 protagonitza El primero de nosotros, sèrie emesa per Telefe i Paramount+.

## Carrera cinematogràfica

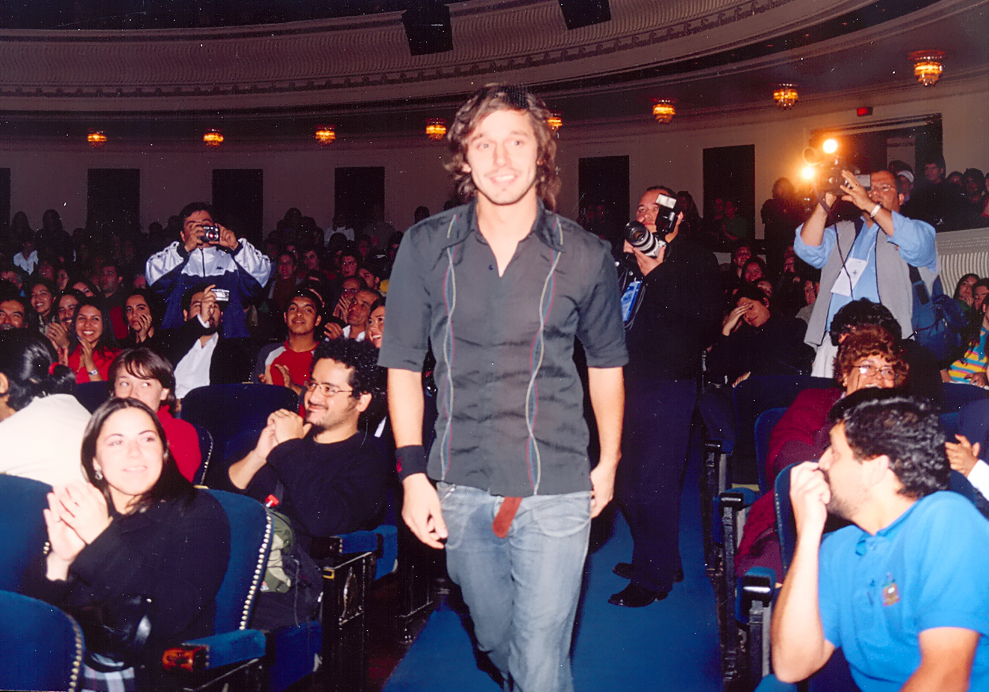
Benjamín Vicuña, en la presentació de la pel·lícula Promedio rojo.

El seu debut al cinema, va anar en Luchaa social digital, baix direcció de Boris Quercia i estrenada en 2001. Després van seguir Paraíso B i XS - La Peor Talla, el seu primer protagonista en la pantalla gran.
En 2004 va protagonitzar la cinta juvenil Promedio Rojo, amb gran èxit en la taquilla en xilena. Els seus següents films van ser Mujeres infieles, El roto, Las hormigas asesinas, No me toques, Juego de verano i Se arrienda.
El 30 de març de 2006 es va estrenar Fuga, una coproducció xilena i argentina. Per la seva labor va ser premiat al Festival de Màlaga, al Festival Trieste de cinema llatí-americà i al Festival de Cinema de Londres com a millor actor.
En 2008 va debutar al cinema espanyol amb Fuera de carta, sota les ordres de Nacho García Velilla, i va obtenir el premi Nova York Ace Awards al millor actor. Aquest mateix any a més va protagonitzar a Xile, Muñeca, cuestión de sexo, al costat de Marcial Tagle. AA l'any següent va encapçalar Grado 3, i Dawson. Isla 10, aquesta última basada en el llibre Dawson. Isla 10 de Sergio Bitar.
El 2015 va protagonitzar a Xile El bosque de Karadima i La memoria del agua, en la qual interpretava a un home que se separa de la seva esposa després de la defunció del seu fill. A l'Argentina protagonitza Baires, al costat de Germán Palacios i Sabrina Garciarena.

## Trajectòria empresarial
A l'abril de 2005, va inaugurar juntament amb Gonzalo Valenzuela i Cristóbal Vial el Centre Cultural Mori, que en l'actualitat compta amb quatre sales de teatre en Santiago de Xile. També funciona com a productora de televisió (Humanos en el camino i Karma) i de teatre (La celebración al Teatro Lola Membrives).
Al maig de 2006, amb Gonzalo Valenzuela i Esteban Page, van inaugurar el restaurant morío situat a la Sala Bellavista del Centro Mori.
A l'octubre de 2009, juntament amb Francisca Jara i Patricio Soto, va llançar a Xile la marca de roba per a homes Bautista, local situat al Barrio Bellavista. El nom de la marca no sols és pel nom del segon fill de Benjamín, sinó també és el nom d'un avantpassat sastre de Francisca Jara i el nom del fill d'un dels arquitectes que es va encarregar del disseny del local.
Ha estat rostre de campanyes publicitàries de la multitenda xilena París, on en 2015 va realitzar un comercial al costat de la model britànica Cara Delevingne.

## Activisme i posicions polítiques

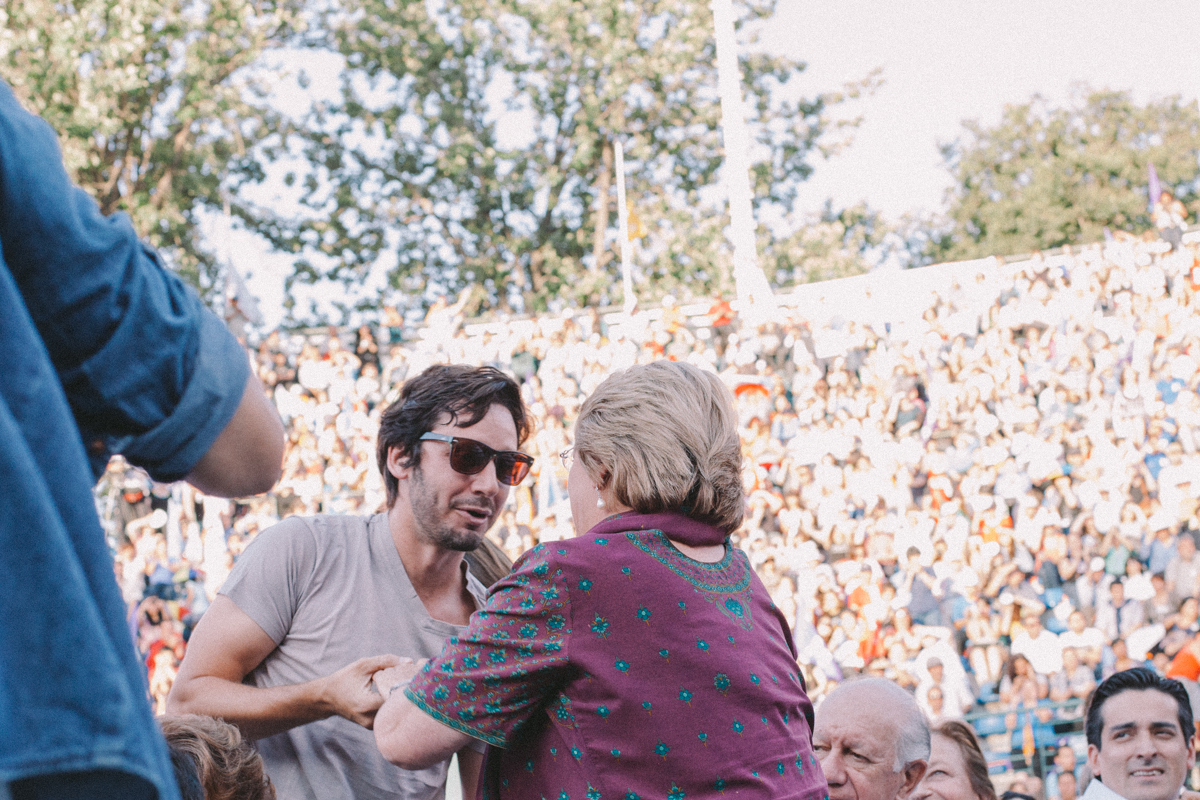
Vicuña amb Michelle Bachelet el 2013.

Ha estat rostre de UNICEF, organització que en 2004 el va nomenar "Amic d'UNICEF", i que en 2008 ho va nomenar "Ambaixador de Bona Voluntat" (sent la segona persona a Xile a portar aquest títol).
En 2008 es va mostrar partidari de la llavors presidenta de Xile, la socialista Michelle Bachelet.
Al setembre de 2013 va aparèixer en un vídeo de la Confederació d'Estudiants de Xile fent costat als estudiants xilens que impulsaven una mobilització per reformes al sistema educacional en aquest país. Al novembre va donar el seu públic suport a la candidata presidencial Michelle Bachelet, apareixent com a rostre de la franja electoral.
El 2019, va expressar el seu suport a l'argentí Alberto Fernández del Frente de Todos al canal C5N.

## Vida personal
De 2005 fins a 2015 va estar en parella amb la model i presentadora argentina Carolina "Pampita" Ardohain. La parella va tenir quatre fills, Blanca, nascuda en 2006 en Santiago de Xile, Baptista, nascut en 2008 en Buenos Aires, Beltrán, nascut en 2012 a Santiago de Xile, i Benicio, nascut en 2014 a Santiago de Xile.
A mitjan 2012, Benjamín va viatjar al costat de la seva família a la Riviera Maya a passar les seves vacances. En tornar a Santiago de Xile, la seva filla Blanca va ser internada a la Clínica Las Condes per un suposat refredat. El quadre clínic, tanmateix, es va agreujar ràpidament i la menor degué ser portada a un coma induït i connectada a una màquina ECMO. Es van sol·licitar donants de sang i es va fer públic que el quadre es devia aparentment a dos bacteris. Als pocs dies, Blanca va sofrir un vessament cerebral i va morir el 8 de setembre de 2012 per una pneumònia hemorràgica "que no es va poder controlar". La defunció de Blanca va provocar gran commoció als mitjans de l'Argentina i Xile.
Entre 2015 i 2021 va mantenir una relació amb l'actriu i cantant argentina María Eugenia "China" Suárez, a qui va conèixer durant el rodatge de la pel·lícula El hilo rojo, que van protagonitzar tots dos. Van tenir dos fills, Magnolia, nascuda en 2018, i Amancio, nascut en 2020.

## Premis i reconeixements
Premis Martín Fierro
| Any  | Categoria                                    | Producció              | Resultat  | Ref.   |
| ---- | -------------------------------------------- | ---------------------- | --------- | ------ |
| 2012 | Millor actor d'unitari i/o minisèrie         | La dueña               | Nominat   |        |
| 2013 | Millor actor de ficció diària / telenovel·la | Farsantes              | Nominat   |        |
| 2022 | Millor Actor protagonista de ficció          | El primero de nosotros | Guanyador | [ 33 ] |

Premis Altazor
| Any  | Categoria                | Producció | Resultat |
| ---- | ------------------------ | --------- | -------- |
| 2004 | Millor actor - Televisió | Pecadores | Nominat  |

Premis APES
| Any  | Categoria                                  | Producció           | Resultat  | Ref.   |
| ---- | ------------------------------------------ | ------------------- | --------- | ------ |
| 2002 | Millor actor principal - Televisió         | Purasangre          | Guanyador | [ 34 ] |
| 2006 | Millor actuació complementària - Televisió | Huaiquimán y Tolosa | Guanyador | [ 35 ] |

Copihue de Oro
| Any  | Categoria                | Resultat  |
| ---- | ------------------------ | --------- |
| 2009 | Millor actor – Cinema    | Guanyador |
| 2010 | Millor actor – Cinema    | Guanyador |
| 2011 | Millor actor – Televisió | Nominat   |

Premis TV Grama
| Any  | Categoria                | Producció         | Resultat  | Ref.   |
| ---- | ------------------------ | ----------------- | --------- | ------ |
| 2002 | Millor actor – Televisió | Purasangre        | Guanyador | [ 36 ] |
| 2004 | Millor actor - Televisió | Destinos Cruzados | Guanyador |        |
| 2005 | Millor actor xilè        | Millor actor xilè | Guanyador |        |
| 2006 | Millor actor xilè        | Millor actor xilè | Guanyador | [ 37 ] |

Premis Tato
| Any  | Categoria                          | Producció | Resultat |
| ---- | ---------------------------------- | --------- | -------- |
| 2012 | Millor actor en ficció unitari     | La dueña  | Nominado |
| 2013 | Millor actor protagonista en drama | Farsantes | Nominado |

Altres premis
| Any  | País         | Premi                                            | Categoria                                                  | Producció          |
| ---- | ------------ | ------------------------------------------------ | ---------------------------------------------------------- | ------------------ |
| 2004 | Xile         | Premi Wikén                                      | Millor actor de cinema                                     | Promedio rojo      |
| 2005 |              | Premi TV Grama                                   | Millor actor                                               | Los simuladores    |
| 2005 | Equador      | IV Festival de Cinema de Cuenca                  | Millor actor                                               | XS - La Peor Talla |
| 2006 | Regne Unit   | Festival de Cinema de Londres                    | Millor actor                                               | Fuga               |
| 2006 |              | Premi TV Grama                                   | Millor actor                                               | Fuga               |
| 2006 | Itàlia       | XXI Festival de Cinema Llatinoamericà de Trieste | Millor actor                                               | Fuga               |
| 2007 | Espanya      | Festival de Màlaga                               | Bisnaga de Plata al Millor Actor -Territori llatinoamericà | Fuga               |
| 2009 | Estats Units | New York Latin ACE Awards                        | Millor actor de repartiment                                | Fuera de carta     |

Reconeixements
- Amic d'UNICEF (des de 2004)[38]
- Ambaixador Nacional de Bona Voluntat d'UNICEF a Xile (des de 2008)[38]
- Reconeixement de Pro-Xile i Ambaixada de Xile a l'Argentina, per la seva aportació cultural a la societat (2009)